# ممالك إيران المحروسة
ممالك إيران المحروسة (بالفارسية: ممالک محروسهٔ ایران) وتسمى اختصارًا ممالك إيران (بالفارسية: ممالک ایران) والممالك المحروسة (بالفارسية: ممالک محروسه) هو الاسم الشائع والرسمي لإيران منذ العصر الصفوي حتى أوائل القرن العشرين. وقد تجلى في فكرة الممالك المحروسة الشعور بالوحدة الإقليمية والسياسية في مجتمع أصبحت فيه اللغة الفارسية، والثقافة، والملكية، والإسلام الشيعي عناصر أساسية في الهوية الوطنية النامية.
- اليمين فوق: شاهنشاه إسماعيل الأول مؤسس الدولة الصفوية كانت فترته من أكثر الفترات حيوية حيث أقام دولة شيعية اثنا عشرية نافست القوى العظمى في زمانها، ويعتبر عهده بداية لتاريخ إيران الحديث.
- اليسار فوق: نادر شاه كان قائدًا عسكريًا في إيران ولاحقًا مؤسس الدولة الأفشارية سنة (1736) وهو من أكبر القادة الفاتحين في تاريخ الشرق.
- اليمين تحت: كريم خان زند مؤسس الدولة الزندية في إيران سنة (1751) وقد اتخذ لقب وكيل الرعايا بدلًا من الشاه.
- اليسار تحت: محمد خان القاجاري مؤسس الدولة القاجارية سنة (1796) تمكن من بسط نفوذه على كامل إيران وإعادة توحيدها في ظل دولة واحدة.

بدأ المفهوم يتبلور في عهد الدولة الإلخانية في أواخر القرن الثالث عشر، وهي الفترة التي ساهمت فيها التأثيرات الإقليمية والتجارة والثقافة المكتوبة والتشيع في إنشاء العالم الفارسي الحديث المبكر. بدأت السجلات الصفوية في اعتماد تسمية «ممالك إيران المحروسة» بشكل متكرر قرب نهاية عهد الشاه عباس كبديل عن «الدولة الصفوية العليّة». بحلول هذه الفترة، كانت إيران الصفوية طورت شعورًا بالثقة والأمن نتيجة لطرد البرتغاليين، وصد الأوزبك، واستعادة الأراضي الصفوية من العثمانيين. وتذكر غالبية التقارير الأوروبية عن إيران في القرن السابع عشر أنها تشد عصرًا جديدًا من الرخاء الذي أصبح ممكناً بفضل تواصلات محلية ودولية موسعة، وارتفاع عدد سكان الحواضر، والفهم المعقد للرفاه، والهوية الفكرية الشيعية النامية.
كتب الميرزا فضل الله خافاري الشيرازي، مؤرخ البلاط القاجاري في عهد فتح علي شاه في كتابه تاريخ ذو القرنين، أن من شروط شرعية حاكم البلاد أن يكون حاكمًا على جميع الممالك المحروسة. سياسيًا، كانت خسارة المقاطعات القوقازية خلال الحروب الروسية الفارسية مدمرة لأنها أضرت بسمعة القاجاريين كحُماة للممالك الإيرانية المحروسة.